# Distretto di Kürdəmir
Il distretto di Kürdəmir (in azero: Kürdəmir rayon) è un distretto dell'Azerbaigian. Il suo capoluogo è Kürdəmir.